# Claudio Nizzi
Claudio Nizzi (Sétif, Argélia, 9 de setembro de 1938) é um autor italiano de quadrinhos. Começou sua carreira como roteirista do jornal de quadrinhos "Vittorioso". Em 1969, começou a trabalhar em "Il Giornalino". Em 1981, começou a trabalhar na Sergio Bonelli Editore, onde iniciou escrevendo histórias da revista Mister No. Em 1983, começou a escrever roteiros do personagem Tex. Em 1983, criou a revista Nick Raider, primeira história de detetives da Sergio Bonelli Editore.